# 星籠之海
《星籠之海》為日本推理作家島田莊司以御手洗潔為主角所創作的日本推理小說，全書分上下兩冊，2013年10月4日由講談社出版。2016年改編為同名電影。2015年5月2日本作正式宣布將改編成電影，2016年1月26日官方網站正式上線。由玉木宏主演。本片於廣島縣福山市改制100週年紀念日的2016年6月4日上映。原作中與御手洗潔搭檔協助辦案的為御手洗的小說家好友石岡和己（此角色於玉木宏主演的富士電視台特別劇《天才偵探御手洗〜難解事件檔案「折傘的女人」〜》中由堂本光一飾演），電影版則改為出版社編輯小川美雪。

## 故事概要
出版社編輯小川美雪來到愛媛縣的小島拜訪兼職偵探腦科學家御手洗潔，委託他解決「屍體島」事件，並請他轉達給他的作家好友石岡和己，希望能將御手洗潔協助辦案的經過改寫為小說。愛媛縣的小島接連發生了三起離奇的事件：自海上漂流而來的六具浮屍；在公寓中遇害身亡的外國女性；兒子遇害身亡、眼睛及嘴巴被人縫合，雙雙困在瀑布中的夫婦，另外還有傳說中的生物－「水龍」的目擊事件。這些毫無關聯性的離奇懸案，都等著天才偵探御手洗潔運用他傑出的推理能力，找出關鍵點並還原事件的真相…

## 電影
改編電影《偵探御手洗事件簿 星籠之海》由中西健二、長谷川康夫編劇，和泉聖治執導，玉木宏主演。2016年6月4日於日本上映。台灣上映日期為2016年9月23日。

### 登場人物
- 御手洗潔：玉木宏
- 小川美雪：廣瀨愛麗絲[3]
- 瀧澤加奈子：石田光
- 黑田優作：小倉久寛
- 小坂井准一：要潤
- 辰見洋子：谷村美月
- 槙田邦彥：吉田榮作
- 夏島健二：寺脇康文
- 居比修三：神尾佑
- 居比篤子：今野麻美
- 富永幸平：螢雪次朗
- 北王子：金兒憲史
- 怱那鷹光：品川徹
- 春山誠治：片桐龍次
- 三橋博之：渡邊邦斗
- 須藤淳平：寺井文孝

### 製作團隊
- 原作：島田莊司「星籠之海」（講談社）
- 導演：和泉聖治
- 劇本：中西健二、長谷川康夫
- 音樂：岩代太郎
- 支援拍攝：廣島縣福山市
- 特別贊助：常石未來財團、福山商工會議所、廣島縣經濟同友會福山支部
- 協助賛助：ASEED HOLDINGS、福山電業、EVERY、vessel、錦堂
- 發行：東映
- 製作：電影「偵探御手洗事件簿 星籠之海」製作委員會（Crossmedia、常石未來財團、青山商事、講談社、波麗佳音、Samantha Thavasa Japan Limited、日東製網、HORKOS CORP、一心集團、廣島縣中國新聞社、葵經紀公司、Furec）

## 外部連結
- 電影「偵探御手洗事件簿 星籠之海」官方網站 （页面存档备份，存于）
- 「偵探御手洗事件簿 星籠之海」－東映官方網站 （页面存档备份，存于）
- 「偵探御手洗事件簿 星籠之海」的Facebook專頁
- 電影「偵探御手洗事件簿 星籠之海」劇情概要 （页面存档备份，存于）
- YouTube上的9/23【偵探御手洗事件簿 星籠之海】中文預告（2016年7月26日）（繁體中文）
- 互联网电影数据库（IMDb）上《星籠之海》的资料（英文）
- Yahoo奇摩電影上《星籠之海》的資料（繁體中文）
- 開眼電影網上《星籠之海》的資料（繁體中文）
- 豆瓣电影上《星籠之海》的資料 （简体中文）